# معاونت امور زنان و خانواده
معاونت امور زنان و خانواده ریاست‌جمهوری (نام‌های پیشین: شورای فرهنگی اجتماعی زنان، مرکز امور مشارکت زنان، مرکز امور زنان و خانواده) سازمانی دولتی زیرنظر قوه مجریه جمهوری اسلامی ایران است. این مرکز در زمان سید محمد خاتمی «مرکز امور مشارکت زنان» نام داشت اما به دستور محمود احمدی‌نژاد، به «مرکز امور زنان و خانواده» تغییر نام داد و تا امروز به فعالیت خود ادامه داده‌است.

## تغییر نام و اهداف مرکز امور مشارکت زنان
این مرکز در دوره دولت اصلاح‌طلبان ایران «مرکز امور مشارکت زنان» نام داشت و تحت مدیریت زهرا شجاعی بود. رئیس مرکز در عالیترین شوراهای برنامه‌ریزی و سیاستگذاری، عضو شورای عالی محیط زیست، شورای عالی اشتغال، سلامت، ایرانیان خارج از کشور، جوانان، عضو دو کمیسیون مهم هیئت دولت یعنی فرهنگی و اجتماعی و عضو خود کابینه بود. پس از روی کار آمدن دولت اصولگرایان ایران به ریاست محمود احمدی‌نژاد، کلمه «خانواده» به آن اضافه شد و کلمه «مشارکت» حذف شد و به «مرکز امور زنان و خانواده» تغییر نام داد.
بر اساس ماده ۲۳۰ قانون برنامه پنج‌ساله پنجم توسعه، دولت با همکاری سازمان‌ها و دستگاه‌های ذی‌ربط از جمله مرکز امور زنان و خانواده، با تدوین و تصویب «برنامه جامع توسعه امور زنان و خانواده» مشتمل بر محورهای تحکیم بنیان خانواده، بازنگری قوانین و مقررات مربوط، پیشگیری از آسیب‌های اجتماعی، توسعه و ساماندهی امور اقتصادی - معیشتی با اولویت ساماندهی مشاغل خانگی برای زنان سرپرست خانوار و زنان بدسرپرست، تأمین اجتماعی، اوقات فراغت، پژوهش، گسترش فرهنگ عفاف و حجاب، ارتقاء سلامت، توسعة توانایی‌های سازمان‌های مردم نهاد، ارتقاء توانمندی‌های زنان مدیر و نخبه، توسعه تعاملات بین‌المللی، تعمیق باورهای دینی و اصلاح ساختار اداری تشکیلاتی زنان و خانواده، می‌بایست اقدامات مقتضی را انجام دهد.

## بودجه
بودجه سالانه این مرکز از موارد مناقشه‌برانگیز موجود بین نهادهای حکومتی ایران بوه‌است.
«مرکز امور مشارکت زنان» در سال ۷۶ ردیف بودجه نداشت و بودجه‌اش وابسته به بودجه نهاد ریاست جمهوری بود. در آغاز دولت سید محمد خاتمی بودجه اختصاص داده شده به این مرکز ۹۰ میلیون تومان بود و در پایان این دولت ۸۹ میلیارد تومان بودجه داشت.
در آخرین مورد، در یکی از تبصره‌های لایحه بودجه سال ۱۳۹۲ ارائه شده توسط دولت دهم ایران، پیشنهاد شده‌است یک درصد از بودجه وزارتخانه‌های دولت به این مرکز اختصاص داده شود. اما این پیشنهاد با مخالفت نمایندگان کمیسیون تلفیق مجلس شورای اسلامی روبرو شد و مانع از تصویب آن شده‌اند. موضوعی که با موضع‌گیری اعضای فراکسیون مجلس روبرو شد و آن‌ها اعلام کردند در کنار مسئولان مرکز امور زنان بر آن پافشاری می‌کنند. پس از سه روز، کمیسیون تلفیق موافقت کرد دستگاه‌های اجرایی مجازند تا سقف یک درصد از اعتبارات هزینه‌ای خود را در اختیار این مرکز قرار دهند.

## ارتقاء به معاونت
در تاریخ ۲۱ خرداد ۱۳۹۲ با ابلاغ حکمی توسط سخنگوی دولت و معاون توسعه مدیریت و سرمایه انسانی رئیس‌جمهور، این مرکز به معاونت امور زنان و خانواده ارتقا یافت و سمت رئیس آن نیز در ۵ مرداد ۱۳۹۲ از مشاور رئیس‌جمهور در امور بانوان، به معاون رئیس‌جمهور در امور بانوان ارتقا یافت.

## فهرست
| ر.                         | نام                       | نام                            | نگاره          | آغاز تصدی      | پایان تصدی     | دولت           | رئیس‌جمهور      | م.             |
| دفتر امور زنان             | دفتر امور زنان            | دفتر امور زنان                 | دفتر امور زنان | دفتر امور زنان | دفتر امور زنان | دفتر امور زنان | دفتر امور زنان | دفتر امور زنان |
| -------------------------- | ------------------------- | ------------------------------ | -------------- | -------------- | -------------- | -------------- | -------------- | -------------- |
| ۱                          |                           | شهلا حبیبی (۱۳۹۶–۱۳۳۷)         |                | ۷ دی ۱۳۷۰      | ۲۶ مهر ۱۳۷۶    | پنجم           | هاشمی          |                |
| ۱                          | ششم                       | شهلا حبیبی (۱۳۹۶–۱۳۳۷)         |                | ۷ دی ۱۳۷۰      | ۲۶ مهر ۱۳۷۶    |                | هاشمی          |                |
| مرکز امور مشارکت زنان      |                           |                                |                |                |                |                |                |                |
| ۲                          |                           | زهرا شجاعی (۱۴۰۳–۱۳۳۵)         |                | ۲۶ مهر ۱۳۷۶    | ۳ مهر ۱۳۸۴     | هفتم           | خاتمی          | [ ۱۲ ]         |
| ۲                          | هشتم                      | زهرا شجاعی (۱۴۰۳–۱۳۳۵)         |                | ۲۶ مهر ۱۳۷۶    | ۳ مهر ۱۳۸۴     |                | خاتمی          |                |
| مرکز امور زنان و خانواده   |                           |                                |                |                |                |                |                |                |
| ۳                          |                           | نسرین سلطان‌خواه (زادهٔ ۱۳۴۲)    |                | ۳ مهر ۱۳۸۴     | ۷ اسفند ۱۳۸۴   | نهم            | احمدی‌نژاد      | [ ۱۳ ]         |
| ۴                          |                           | زهره طبیب‌زاده نوری (زادهٔ ۱۳۳۹) |                | ۷ اسفند ۱۳۸۴   | ۲۳ آبان ۱۳۸۸   | نهم            | احمدی‌نژاد      | [ ۱۴ ]         |
| ۵                          |                           | مریم مجتهدزاده (زادهٔ ۱۳۳۹)     |                | ۲۳ آبان ۱۳۸۸   | ۳ مرداد ۱۳۹۲   | دهم            | احمدی‌نژاد      |                |
| معاونت امور زنان و خانواده |                           |                                |                |                |                |                |                |                |
| ۵                          |                           | مریم مجتهدزاده (زادهٔ ۱۳۳۹)     |                | ۴ مرداد ۱۳۹۲   | ۱۶ مهر ۱۳۹۲    | دهم            | احمدی‌نژاد      |                |
| ۶                          |                           | شهیندخت مولاوردی (زادهٔ ۱۳۴۴)   |                | ۱۶ مهر ۱۳۹۲    | ۱۸ مرداد ۱۳۹۶  | یازدهم         | روحانی         | [ ۱۵ ]         |
| ۷                          | معصومه ابتکار (زادهٔ ۱۳۳۹) |                                | ۱۸ مرداد ۱۳۹۶  | ۱۰ شهریور ۱۴۰۰ | دوازدهم        | [ ۱۶ ]         | روحانی         |                |
| ۸                          |                           | انسیه خزعلی (زادهٔ ۱۳۴۲)        |                | ۱۰ شهریور ۱۴۰۰ | ۲۰ مرداد ۱۴۰۳  | سیزدهم         | رئیسی          | [ ۱۷ ]         |
| ۹                          |                           | زهرا بهروزآذر (زادهٔ ۱۳۶۰)      |                | ۲۰ مرداد ۱۴۰۳  | در حال تصدی    | چهاردهم        | پزشکیان        | [ ۱۸ ]         |